# San Girolamo penitente (Tiziano Museo Thyssen-Bornemisza)
San Girolamo penitente è un dipinto del pittore veneto Tiziano Vecellio realizzato circa nel 1575 e conservato nel Museo Thyssen-Bornemisza a Madrid  in Spagna.

## Altri dipinti
Tiziano compose altri dipinti , oltre a questo, su San Girolamo penitente: 
- San Girolamo penitente del 1575 nel Monastero dell'Escorial
- San Grolamo penitente del 1556-1561 alla Pinacoteca di Brera
- San Girolamo penitente del 1531 al Museo del Louvre